# 농구
농구(籠球, basketball)는 손을 주로 사용하도록 되어있으며, 발을 제외한 일부 신체부위 접촉이 허용되는 구기 종목이다

## 개요
캐나다계 미국인 제임스 네이스미스가 고안하였다. 양팀 각 5명씩의 선수가 한 개의 농구공을 상대팀의 3 미터 높이의 바스켓에 던져 넣는 스포츠이다. 공과 바구니만 갖추어지면 두 명만으로도 작은 공간에서 얼마든지 경기를 할 수 있다. 농구는 전 세계에서 가장 인기 있는 스포츠 중의 하나이다.
바스켓에 공을 던져 (슈팅) 넣으면 득점을 하는 방식으로 경기 종료 후에 보다 많은 득점을 얻은 팀이 승리한다. 공은 튀겨 (드리블) 움직일 수 있다. 의도적인 신체적 접촉은 허락하지 않으며 공을 다루는 데에도 규칙이 있다. (바이얼레이션)
보통 팀에서 가장 키가 큰 선수 혹은 점프력이 높은 선수가 센터나 두 포워드 포지션 중 하나(파워포워드)를 맡으며, 키가 작은 선수와 다루는(포인트가드). 농구는 다양한 규칙을 가지고 있는 정식 경기와 더불어 편한 경기를 위한 변형이 다양하게 발전해 왔다. 일부 국가에서는 농구가 대중적인 관전 스포츠이기도 하다.
농구는 본래 농구 코트에서 하는 실내 경기로 고안된 것이지만, 오늘날에는 거리에 바스켓을 설치해 놓고 게임을 벌이는 '거리 농구'도 크게 유행하고 있다. 도시와 근교 지역에서 인기가 있는 거리 농구는 몇가지 규칙이 변형된 형태로 3명씩의 선수가 반코트로 경기를 한다.

## 역사

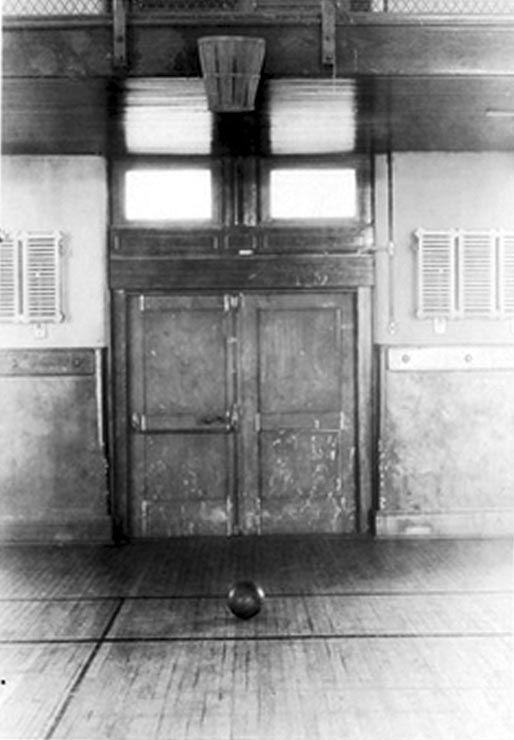
스프링필드 대학에 설치된 최초의 농구 코트

19세기 후반 미국에서는 비, 눈이 오거나 추운 겨울에도 실내에서 즐길 수 있는 스포츠 연구에 골몰하였다. 그리하여 1891년 캐나다 맥길대학교를 졸업한 뒤 미국 매사추세츠주의 YMCA 체육학교 교사로 부임한 캐나다인 제임스 네이스미스 박사가 농구를 고안하였고, 이때 정한 규칙이 현재의 농구의 원형이 되었다. 네이스미스는 뉴잉글랜드 지방에서는 겨울이 길어 야외에서 미식 축구를 할 수 없기 때문에 실내에서 격렬하게 몸을 부딪힐 수 있는 경기를 만들고자 하였다.
처음의 농구는 실내 벽에 빈 복숭아 바구니를 달아 놓고 축구공을 던져 넣었다가 꺼내곤 하는 방식이었다. 인원 제한을 정하지 않아 약100명 가까이 참가하는 경기를 가진 고등학교도 있었으며, 바구니를 걸어놓은 2층에 있던 관객이 골을 방해하는 일도 있었다. 이후 1892년 1월 20일에 한 팀에 9명씩과 전후반 15분씩을 뛰는 농구 경기가 열렸으며, 1904년 제3회 세인트루이스 올림픽 때 미국 선수들에 의해 시범 경기가 펼쳐져 세계적으로 널리 알려지게 되었다. 1936년 제11회 베를린 올림픽에서 정식 종목으로 채택되었으며, 1976년 몬트리올 올림픽 때에는 여자 농구도 정식 종목이 되었다.
약 150년이 지나면서 농구의 규칙은 많은 변화를 겪었는데 가장 큰 변화는 바로 '3점 슛' 룰이다. 19세기에 처음 농구가 고안되었을 때, 농구에는 3점 슛이라는 용어도 없었을 뿐더러 코트 위에 3점 슛 라인이 없었다. 하지만 20세기 초반, 더 변칙적이고 화려한 게임을 위해 NBA는 3점 슛 룰을 도입하였고 지금의 농구가 재탄생하게 되었다. 3점 슛 룰을 도입하고 나서부터 농구에는 턴 어라운드, 스텝 백 쓰리 포인터, 쓰리 포인트 버저 비터 등 더욱 더 많은 기술들이 나오게 되었다.
대한민국에서는 1907년 황성기독교청년회의 초대 총무 질레트가 처음으로 소개하게 된 이래 해를 거듭하면서 발전해 왔다. 1920년 3월 20일에 일본 도쿄에서 처음으로 국제 경기를 치렀다. 한국 내의 농구는 1983년 농구대잔치가 출범하자 크게 인기를 끌며 농구 인구의 저변 확대에 기여하였다. 그러다가 1997년 2월 프로농구가 출범 함으로써 농구 대잔치는 순수 아마추어 경기로 남게 되었다.

## 기본기와 전술

### 기본기

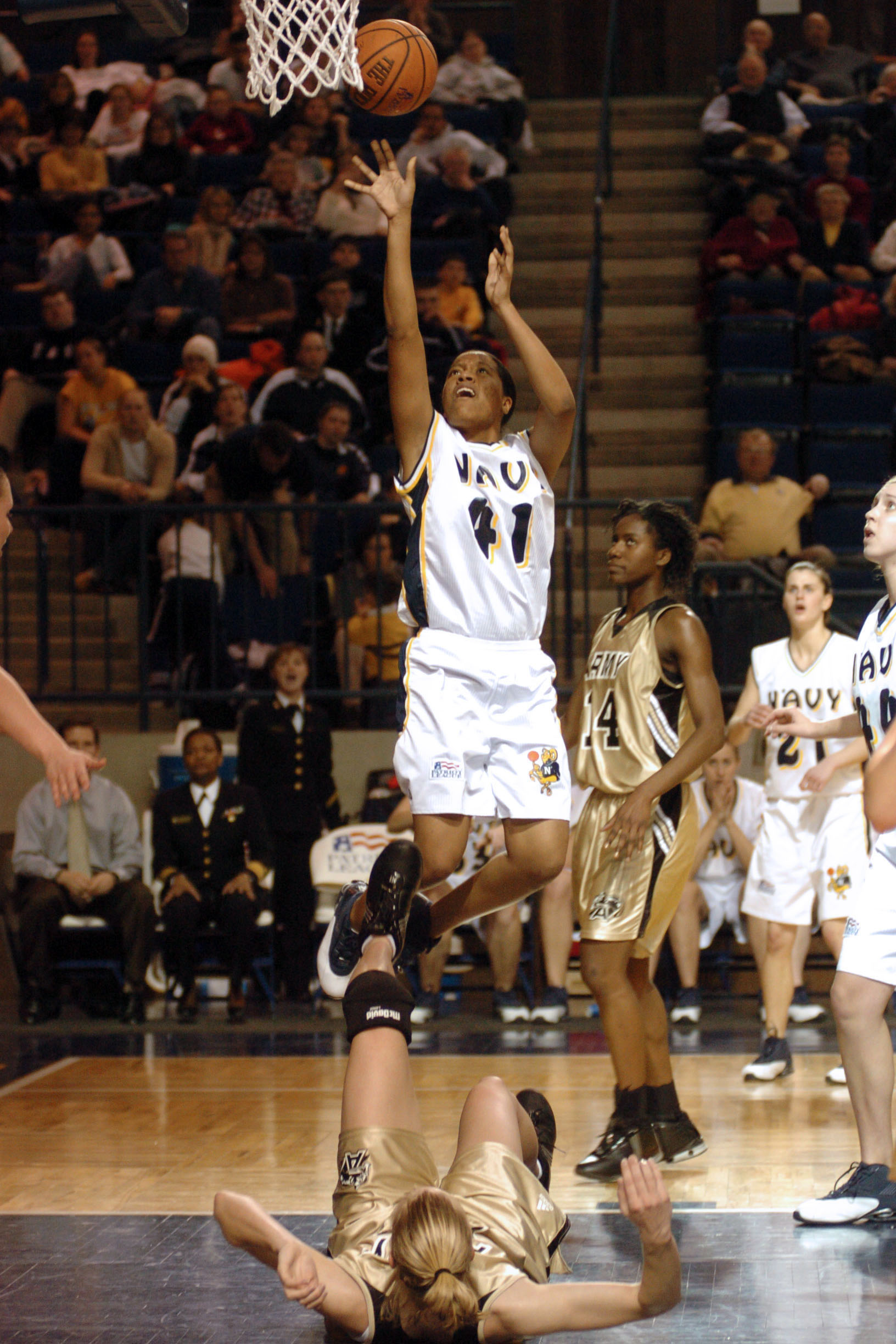
수비가 쓰러진 사이에 점프 슛을 시도하는 선수.

캐치는 농구의 가장 기본이 되는 기술로, 공의 방향으로 두 손을 내밀어 잡는 순간 끌어당기는 동작으로 공을 잡아야 한다.
패스는 2명 이상의 경기자가 공을 주고 받으며 상대편을 혼란시켜 득점 기회를 노리는 기술이다. 체스트 패스는 패스한 발을 내딛으며 공을 가슴 앞에서 마루와 평형이 되도록 밀어 던진다. 언더핸드 패스는 상대가 접근했을 때, 한 발을 옆으로 옮기면서 허리 아래에서 위로 밀어 올리듯이 던진다. 오버헤드 패스는 공을 머리 위로 들어올리고 한 발을 옆으로 내디디면서 손목의 반동 이용하여 던진다. 숄더 패스는 공을 어깨 위에서 한 손으로 던지는데, 회전시키지 않도록 유의해야 한다. 바운드 패스는 공을 땅 위에 바운드시켜 던져 보낸다. 훅 패스는 한 발로 점프하여 공을 몸 옆에서 들어 머리 위로 옮겨 손목의 스냅을 이용하여 반원을 그리듯이 던진다.
드리블은 공을 바닥에 튀기면서 위치를 변화시켜, 혼자서 경기 상황을 유리하게 만드는 기술이다. 패스나 슛이 불가능할 때 주로 실시한다. 높은 드리블은 빠른 공격을 위한 드리블로 스피드가 필요할 때 쓰인다. 상체를 약간 앞으로 굽히고 손가락을 벌려, 달리면서 드리블한다. 낮은 드리블은 수비자가 공을 빼앗으려 할 때, 또는 밀집된 지역 안에서 공을 안전하게 몰고 갈 때 하는 드리블이다.
슛은 드리블이나 패스 이후에 바로 득점과 연결시키는 가장 중요한 기술이다. 세트 슛은 몸의 동작을 정지한 채 실시하는 슛이다. 먼 거리에서 두 손으로 하는 '체스트 슛'과 가까운 거리에서 한 손으로 하는 '원핸드 슛'이 있다. 점프 슛은 상대편의 수비를 피하여 높이 뛰어올라 실시하는 슛이다. 러닝 슛은 밀집된 수비 지역을 뚫고 들어가거나, 속공으로 달리면서 한 발로 뛰어올라 실시하는 슛이다. 리바운드 슛은 공이 바스켓에 맞고 되돌아나오는 것을 잡아 다시 실시하는 슛이다. 탭 슛은 손가락 끝으로 퉁겨서 실시하는 슛이다. 레이업 슛은 한 발로 점프했을 때, 반대쪽 손으로 공을 밑에서 받쳐 들고 팔을 완전히 편 자세에서, 몸이 가장 높은 위치에 도달했을 때 바스켓에 밀어넣듯이 실시하는 슛이다. 덩크 슛은 높이 뛰어올라 공을 바스켓보다 높은 위치에서 내리꽂듯이 실시하는 슛이다.
풋워크는 발을 놀리는 기술이다. 농구 경기는 진행속도와 공의 이동이 빠른 경기이기 때문에, 빠른 동작과 세밀한 기교가 요구된다. 스타트와 정지는 가장 기본이 되는 동작으로, 항상 몸의 균형을 유지하면서 순간적으로 빠른 스타트와 정지, 또는 방향 전환을 해야한다. 피벗은 한쪽 발 앞부분을 마루에서 떼지 않고 축으로 하여 방향을 전환하는 공격자의 풋워크, 사이드 스텝은 패스를 하거나 드리블로 공격하는 것을 막기 위해 좌우로 이동하며 공격자의 스텝을 막는 수비자의 풋워크이다. 또한 패스를 받는 순간에 밟는 스텝을 캐칭스텝이라하고 어떤 발을 먼저 밟느냐에 따라 축발이 결정된다
가이딩은 공격자의 드리블·패스·슛 등을 직접 방해하는 플레이이다. 리바운드는 공이 바스켓의 언저리에 맞고 되돌아 나오는 것을 높이 뛰어올라 잡아 내는 기술이다. 스탠스는 양쪽 발을 경기하기 알맞도록 벌린 자세를 말하며, 공격·수비 어느 쪽을 막론하고 항상 허리를 약간 구부린 자세가 자유로운 동작을 위한 기본자세라 할 수 있다.
스틸은 상대가 공을가지고 있는 상태에서 가까이다가가서공을 쳐내서 빼았는 기술이다.
주로 더블드리블 상태에 쓰인다.

### 전술
농구

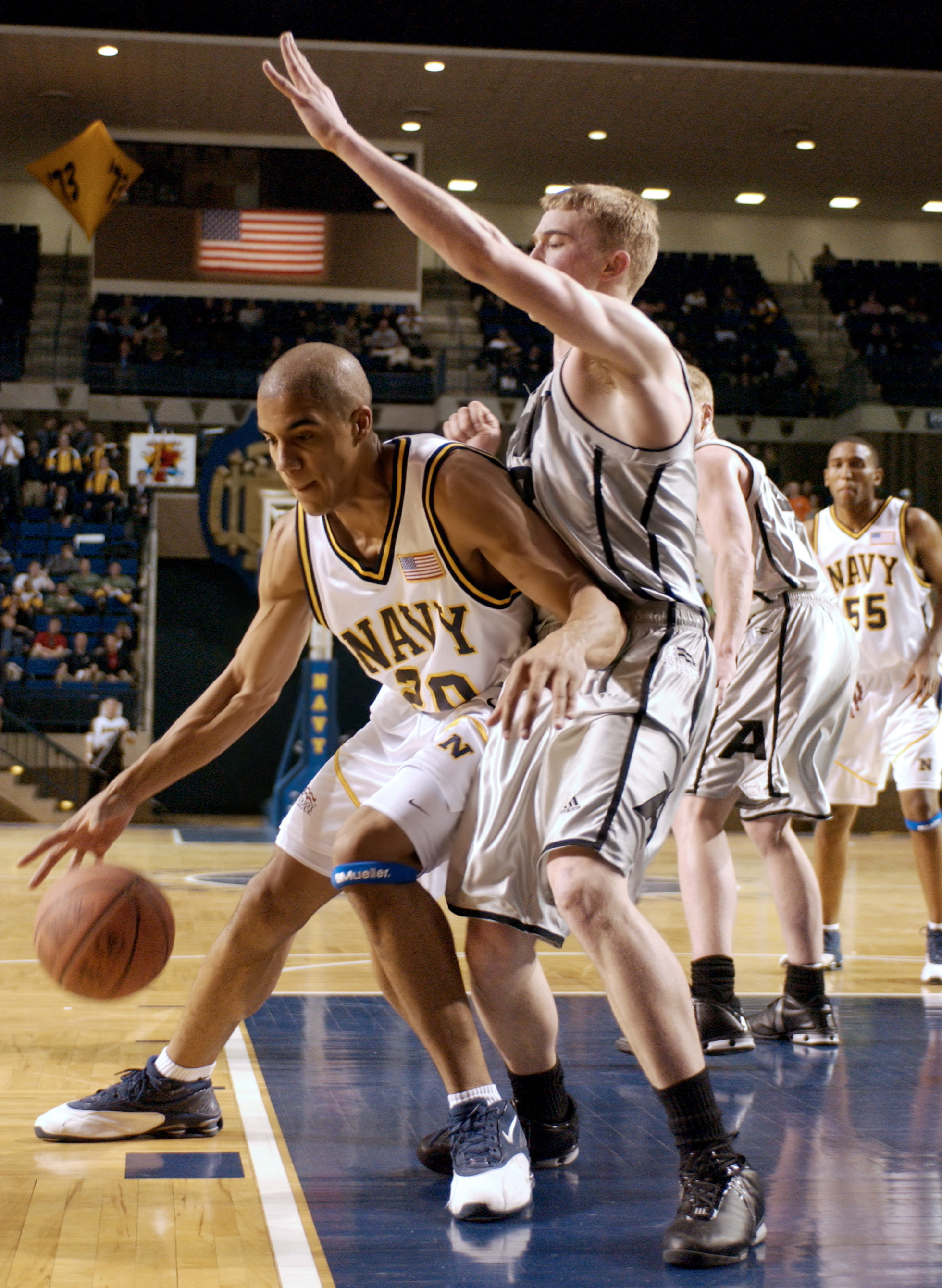
미국 해군 학교 선수가 득점을 시도하자 육군 학교 선수가 수비하고 있다.

농구의 전술은 크게 공격과 수비로 나눌 수 있다. 공격의 경우, 상대편의 수비 태세에 따라 달라지지만, 일반적으로 지공법과 속공법이 있다.
지공법은 상대편이 완전히 수비 태세를 갖추어 쉽게 바스켓 밑으로 공격할 수 없을 경우에 구사하는 공격법이다. 이때 공격법으로는 컷인 플레이·스크린 플레이·롤링 플레이 등이 있다. 컷인 플레이는 상대편 수비가 적극 수비를 펼 때 옆에 있는 공격자에게 공을 패스하여, 순간적으로 상대를 떼어 놓고 바스켓 쪽으로 뛰어들면서 공을 되받아 공격한다. 스크린 플레이는 2명 이상의 공격자가 협력하여 상대편의 수비를 차단시켜 다른 공격자 1명이 자유롭게 공격할 수 있도록 하는 방법이다. 롤링 플레이는 5명의 경기자가 자기 위치에 관계 없이 자리를 넓게 잡고, 패스와 드리블로 공의 위치를 변화시키는 방법이다.
속공법은 상대가 수비 태세를 갖추기 전에 재빨리 공격하는 방법이다. 인터셉트한 공이나 리바운드 공을 잡았을 때 속공을 시도하는데, 이 경우 자기편의 바스켓 밑의 수비가 튼튼하여야 한다. 자유투를 얻었을 때에도 많이 이루어지는데, 보통 슈팅 가드가 최대한 멀리 나가있으며 포인트가드는 패스를 받아 뿌릴 준비를 한다.
수비를 하는 방법에는 크게 대인 방어와 지역 방어가 있다.
대인 방어(man－to－man defence)는 수비자 전원이 공과 상대편의 움직임을 주시하면서, 각자 한 사람씩 적극적으로 수비한다. 이 전법은 장점도 있지만, 상대편이 재치 있는 스크린 플레이를 하면 상대 선수를 놓치는 결점도 있다.
대인 방어는 코트전체에서 수비를 하는 올 코트 프레싱(all court pressing)과 본인팀의 수비 진영에서만 수비를 하는 하프 코트 프레싱(half court pressing)이 있다.
지역 방어(zone defence)는 공의 위치에 따라 정해진 지역을 수비하는 방법이다. 이 전법은 전체의 움직임이 대체적으로 일정하고 무리가 없기 때문에 속공에 편리하다. 그러나 대인 방어처럼 수비하는 상대가 일정하지 않기 때문에, 상대 선수의 습관이나 특기 등을 알아두어야 한다.
그리고 다이아몬드 앤드 원(diamond and one)과 트라이앵글 투(triangle two) 수비법과 같은 변칙적인 수비법들도 있다.

## 경기 규칙
이하의 룰은 한국농구연맹(KBL)의 규정에 따른다.

### 장비
농구에서 필수로 요구하는 장비는 농구공과 코트와 선수 10명이다. 코트의 경우는 양 끝에 바스켓이 달린 장애물이 없는 평평한 직사각형이여야 한다. 정식 경기에서는 시계, 점수표, 점수판, 교체 알림판, 시간 정지와 휘슬 장치 시스템과 같은 많은 장비를 필요로 한다.

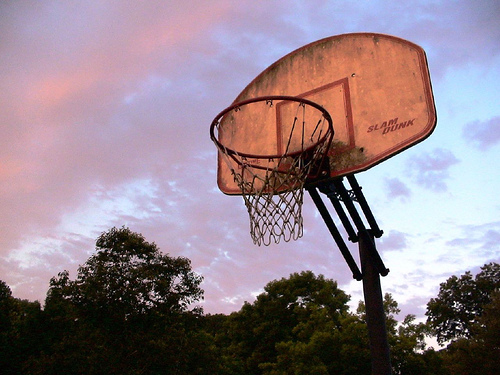
야외 농구 네트.

농구공은 표면이 오렌지 색으로 되어 있어야 하며, 가죽이나 합성 재질로 된 8~12 조각으로 이어져 있어야 한다. 주입 공기는 아랫면이 1.8m 높이로 코트의 플로어에 떨어뜨렸을 때 볼의 윗면이 1.2~1.4 미터 높이까지 튀어 오르도록 공기를 넣어야 한다. 공의 둘레는 75~76cm, 무게는 600~625g이어야 한다. 여자 경기에서의 둘레는 72.4~73.7cm이고, 무게는 510~567g이어야 한다.
- 코트 규격은 사이드라인 28m, 베이스라인 15m이다. 천장의 높이는 7m 이상, 경계선으로부터 장애물까지는 1m 이상, 관중석까지는 2m 이상 거리를 두어야 한다.
- 백보드는 가로 1.8m, 세로 1.05m의 직사각형이어야 하며 전면은 평면으로 투명해야 한다.
- 백보드에는 링의 중앙을 중심으로 하여 가로 59cm, 세로 45cm의 직사각형을 너비 5cm의 흰색 선으로 그려야 한다.
- 바스켓은 안지름 45cm인 오렌지색 철제 링 주위에 길이 40cm의 흰 실로 만든 네트를 친다. 각 링은 제일 윗부분이 플로어로부터 3.05m 높이에 안전하게 백보드와 수직으로 부착해야 한다. 링의 안쪽으로부터 백보드 앞면에 이르는 가장 가까운 길이는 15cm여야 한다.
- 자유투 거리(골대중앙까지)는 4.2m 이고 3점거리는 정면 거리는 7.23m 이고 사이드 거리는 6.7m 이어야 한다.

### 팀 구성
팀은 2명의 포워드, 1명의 센터, 2명의 가드, 총 5명으로 구성된다. 포워드는 상대편의 바스켓 가까이에 있으면서 주요 공격자 역할을 하므로 슛에 능한 선수를 배치한다. '포워드'는 '파워포워드(PF)와 '스몰포워드(SF)가 있다. '파워포워드(PF)는 보통 힘이 센사람이 맡는다. 센터(C)는 경기를 시작할 때, 코트 중앙의 센터 서클에서 점프 볼을 해야 하므로 흔히 키 큰 선수가 맡는다. '센터'는 바스켓 앞에서 방어를 하기도 한다. 가드는 자기편의 바스켓 가까이에 있으면서 주로 수비에 치중하며, 공격할 때에는 포워드를 돕기도 하고 직접 슛을 넣어 득점하기도 한다. '가드'는 '포인트가드(PG)와 '슈팅가드(SG)가 있다. '포인트가드(PG)는 경기의 상황을 보고 패스를 하기도 하는 팀의 지휘관과 같은 역할이다. '슈팅가드(SG)는 3점 슛을 전문으로 쏘는 선수이다.
- 어느 팀도 선수가 5명 미만으로 줄어들 수는 없다. 만일 경기 중에 있는 선수가 5번의 반칙으로 퇴장 당해야 할 때 벤치에 있는 교대선수가 모두 5번 반칙으로 물러나 있는 상황이라면 바로 전에 5개의 파울로 물러난 선수와 교체해야 한다.
- 최소 경기 개시 예정시간 20분 전에 경기에 출전하는 선수 12명의 이름과 번호가 기록원에게 전달되어야 하며 스타팅 라인업이 표시돼 있어야 한다.
- 각팀의 주장 만이 자기 팀의 타임아웃 시간 중에 심판에게 질의할 수 있다.

### 심판
- 경기 담당 심판은 주심 1명과 부심 2명으로 구성된다. 주심과 부심은 코트를 대각선으로 2등분하여, 각각 오른쪽의 엔드 라인과 왼쪽의 사이드 라인을 따라 움직이며 규칙을 적용한다. 이들은 경기감독관 외에 기록원 1명과 숙련된 계시원 2명의 보조를 받는다.

### 경기 시간
프로의 경우 10분씩[FIBA] 또는 12분씩[NBA] 4번 게임을 한다. 작전 시간은 전·후반에 각각 2회, 30초씩 요청할 수 있다.30초가 끝이나면 심판의 휘슬과 함께 선수들이 나가야한다

### 공격제한시간
경기시간과 마찬가지로 공격할 때 24초의 공격제한시간이 주어진다. 이때 상대팀이 파울을 범했을 경우, 만약 14초를 지났을 경우 14초로 리셋되어 공격을 재진행하고, 14초를 넘기지 않았을 경우, 그 시간에서 계속 공격을 진행한다. 또한 만약 10분의 경기시간이 있는데, 이때 24초를 이미 넘겼을 경우 24초 공격제한시간 없이 경기시간 종료 휘슬이 울릴때까지 공격을 진행하고, 파울을 범했을 경우 시간에 상관없이 계속하여 경기를 진행한다.

### 경기 시작과 득점
경기는 센터 서클에서 양팀 각 1명씩 2명의 선수가 점프 볼을 함으로써 시작된다. 득점은 공을 상대편의 바스켓에 던져 넣었을 때, 필드 골은 2점, 3점 라인 밖에서의 슛은 3점, 프리드로우(자유투)의 경우 1점을 얻게 된다.

### 파울

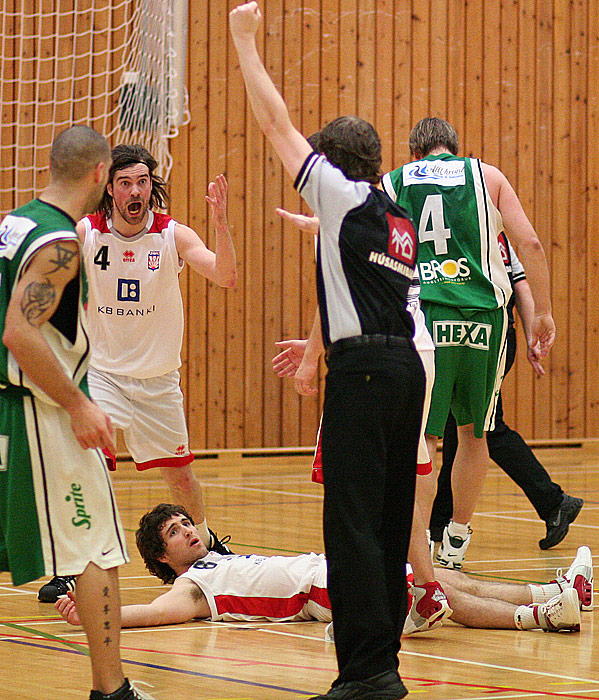
파울을 저지른 선수에게 사인을 보내는 심판.

규칙을 위반하되 상대와의 신체 접촉이나 경기 정신에 위배되는 행위가 발생했을 때를 파울이라고 하며, 상대방에게 공격권을 넘겨 준다. 프로인 경우 한 팀이 한 피리어드에 각각 5개의 파울을 범하게 되면 6개째부터는 상대방에 프리스로가, 아마추어인 경우 전후반 각각 7개의 파울을 범하게 되면 8개째부터는 상대방에 프리스로가 주어진다. 슛 동작에서의 반칙은 2개의 자유투가 허용된다.
퍼스널 파울은 푸싱, 홀딩, 차징, 트리핑, 블로킹, 해킹 등을 말한다.
- 푸싱과 홀딩：상대를 밀거나 잡는 경우.
- 트리핑：상대방의 다리를 거는 행위.
- 차징：상대방에게 부딪히는 경우.
- 블로킹：진로를 고의로 방해하는 경우.
- 해킹：상대방을 치거나 때리는 경우.

슛 동작에서 파울이 생겼을 때 그 슛이 들어가면 1개의 자유투를 더 주고 그렇지 않으면 2개의 자유투를 준다 (3점 슛일 경우에는 3개).
테크니컬 파울
- 하프 라인 바이얼레이션：하프 라인을 통과한 후 같은 팀 경기자에 의해 자기 코트로 공이 돌아갈 경우.울은 신체적 접촉이 없이 선수, 코치, 응원자가 경기 정신에 어긋나는 행위를 하였을 경우 상대편 주장이 지명한 선수에게 2개의 자유투를 주고, 공격권도 준다. 인텐셔널 파울은 선수의 행위가 공과 관계 없이 고의적이라고 판단한 퍼스널 파울일 경우로, 상대편에게 2개의 프리스로를 준다.

### 바이얼레이션
파울 이외의 규칙 위반에는 상대편에 스로인이 주어진다. 바이얼레이션에는 워킹, 더블 드리블, 하프 라인 바이얼레이션과 라인 크로스, 아웃볼, 키킹, 오버 타임(3초, 8초, 24초) 등이 있다.
- 3초 룰：상대팀 제한 구역에서 3초 이상 머무를 경우.
- 8초 룰：8초 이내에 상대편 코트로 공을 넘기지 않을 경우.
- 24초 룰: 자신의 팀이 공을 소유하여 공격을 시작한 시점에서부터 일정한 시간 내에 슛을 시도하지 않을 경우. 만약 상대가 파울을 했을 경우 공격제한시간은 다시 14초가 된다.

## 농구 용어
더블 드리블(double dribble)
한 번 드리블을 끝낸 다음 잡고 계속하여 드리블 하는것은 반칙.상대팀에게 공격권을 준다.
더블 파울(double foul)
양팀의 경기자가 거의 동시에 퍼스널 파울을 범한 경우.
데드 볼(dead ball)
공이 바스켓에 들어갔을 때 또는 심판의 휘슬로 잠시 경기가 중단된 상태.
도지(dodge)
풋워크를 교묘하게 구사하여 상대편 선수 사이를 빠져나가는 것.
레이업슛(lay up shoot)
골대에 근접한 구역에서 위쪽으로 슛을 하는 것.
루즈 볼(loose ball)
어느 편에도 속하지 않는 공.
맨투맨 디펜스(man to man defense)
대인방어. 즉 각 선수마다 상대편 선수 한 사람씩을 정하여 책임을 지고 수비하는 방법.
멀티플 파울(multiple foul)
한 팀의 선수 두 명 이상이 거의 동시에 범하는 퍼스널 파울.
바이얼레이션(violation)
파울 이외의 규칙 위반. 벌칙으로 상대편에게 공격권을 준다.
백 코트(back court)
엔드 라인에서 중앙선 앞쪽까지의 코트의 절반으로, 수비 팀에 속한 부분.
백패스 룰(back pass rule)
공을 가지고 있는 팀이 프런트 코트로부터 공을 되돌려 보낼 수 없는 규칙.
사이드암 패스(side arm pass)
공을 어깨 옆 위쪽에서 받아 동hd 자세대로 하는 패스.
30초 룰(三十秒 rule)(Thirty second rule)
공을 가진 팀이 30초 이내에 필드 스로를 해야 하는 규칙.
3점 라인(三點 line)(Three point line)
바스켓의 중심점으로부터 반지름 6.25cm인 반원을 양쪽 사이드 라인과 평행하게 엔드 라인까지 연장한 선.
3초 룰(三秒 rule)(Three second rule)
공을 가지고 상대편의 프리스로 라인 안에서 3초 이상 머물지 못하는 규칙. 스리세컨드 룰.
센터 토스(center toss)
경기 시작 때 센터서클에서 양팀 센터 중앙 위로 공을 올려 주는 것.
스크린 플레이(screen play)
상대방이나 자기편 선수를 방패 삼아 상대방의 플레이를 지능적으로 방해하는 플레이.
스톨링(stalling)
득점이 많은 팀이 공을 빙빙 돌려 가며 소극적인 패스로 시간을 끌어 승리하는 전법. 지연 작전.
에어볼(air ball)
슛을 시도했지만 골대의 림에 맞지 않은 경우
컷트(cut)
상대방의 패스를 도중에 가로채는 것.
인 플레이(in play)
경기 규칙에 의하여 플레이되고 있는 일.
점프 볼(jump ball)
게임의 개시 또는 더블 파울일 때, 프리스로가 끝난 후 헬드 볼을 할 때나 공의 소속이 불확실할 때 점프서클 안에서 두 선수가 심판이 올려 준 공을 점프하여 빼앗는 일.
존 디펜스(zone defense)
골인되는 것을 막기 위해 수비 위치를 정해 두는 지역방어.
클린 슛(clean shoot)
던진 공이 링에 닿지 않고 깨끗하게 바스켓 안으로 골인되는 슛.
트래블링(traveling)
공을 가지고 3보 이상 걷는 동작. 워킹 또는 캐링볼이라고도 함.
트리핑(tripping)
다리를 이용하여 상대를 쓰러뜨리는 파울.
포메이션(formation)
안전하고 분명하게 공격하기 위하여 동료 선수 및 공의 움직임을 합리적으로 조직한 전법.
포스트 플레이(post play)
프리스로 라인 주변에 배치한 장신선수를 중심으로 하는 공격법.
프런트 코트(front court)
상대팀의 바스켓 뒤쪽 엔드 라인에서 센터 라인에 가까운 쪽 코트 부분.
피벗(pivot)
한 발을 붙이고 다른 발로 상대의 수비를 피해 회전하거나 방향을 바꾸는 동작.
헬드 볼(held ball)
양 팀의 선수가 동시에 공을 잡았을 경우나 공격자가 상대방의 근접 마크로 인해 플레이를 하려는 뚜렷한 동작 없이 5초가 지났을 경우. 이때 심판은 점프 볼을 선언한다.

## 사진

길거리 농구
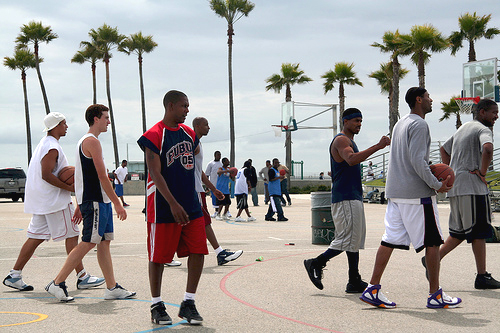
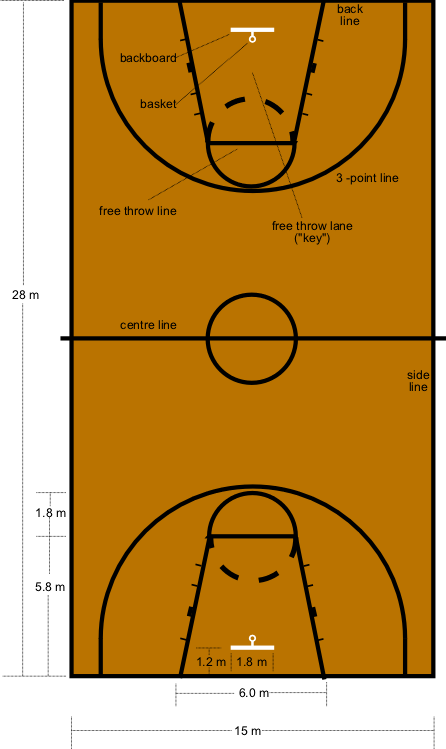
농구 경기장의 구조

## 선수권 대회
- FIBA 농구 월드컵
- FIBA 세계 여자 선수권 대회
- 올림픽 농구
- FIBA 아시아 선수권 대회
- FIBA 아시아 여자 선수권 대회

## 관련 문화

### 영화
- 코치 카터
- 덩크슛
- 히 갓 게임
- 스페이스 잼
- 쿵푸 덩크
- 바스켓볼 다이어리
- 엉클 드류
- 글로리로드
- 쓰리세컨드
- 리바운드
- 슬램덩크

### 드라마
- 마지막 승부
- 빠스껫 볼
- 버저비터: 벼랑 끝의 히어로

### TV 프로그램
- REBOUND
- 스타리얼 농구 스토리 버저비터
- 핸섬타이거즈
- 뭉쳐야 쏜다
- 마녀체력 농구부

### 만화
- 슬램 덩크
- 소라의 날개
- 쿠로코의 농구
- 천방지축 덩크슛
- 훕스
- 아일(I'll)
- 헝그리 5

### 게임
- 프리스타일
- NBA 플레이그라운드
- 스트리트 후프
- NBA 2k
- 피버바스켓

## 같이 보기
- 국제 농구 연맹